# 旧尚帕尼亚克
旧尚帕尼亚克（法語：Champagnac-le-Vieux，法語發音：[ʃɑ̃paɲak lə vjø]）是法国上卢瓦尔省的一个市镇，位于该省北部偏西，属于布里尤德区。

## 地理
旧尚帕尼亚克（45°21'28"N, 3°30'10"E）面积20.61 平方千米，位于法国奥弗涅-罗讷-阿尔卑斯大区上盧瓦爾省，该省份为法国中南部省份，北起多姆山省和卢瓦尔省，西接康塔爾省，南至洛泽尔省，东临阿尔代什省。
与旧尚帕尼亚克接壤的市镇（或旧市镇、城区）包括：阿尼亚、沙尼亚、沙西尼奥勒、杜隆河畔拉瓦勒、杜隆河畔圣迪迪耶、圣伊莱尔、圣韦尔。
旧尚帕尼亚克的时区为UTC+01:00、UTC+02:00（夏令时）。

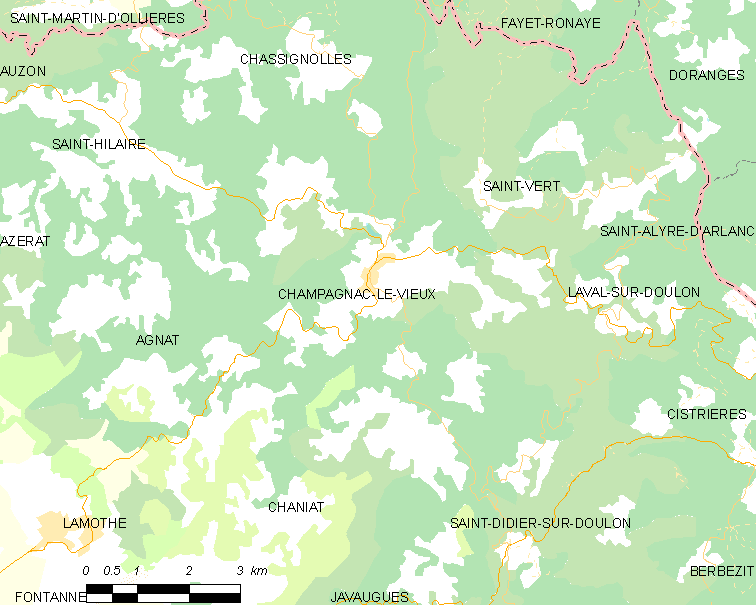
旧尚帕尼亚克的OSM定位图

## 行政
旧尚帕尼亚克的邮政编码为43440，INSEE市镇编码为43052。

## 政治
旧尚帕尼亚克所属的省级选区为圣弗洛里娜县。

## 交通
上卢瓦尔省省道D56线、D126线、D566线和D588线经过境内。

## 人口

1962-2008年间旧尚帕尼亚克人口变化图示

旧尚帕尼亚克于2022年1月1日时的人口数量为183人。